# Gieorgij Tarasow
Gieorgij Nikonorowicz Tarasow (ur. 1908 w Smoleńsku, zm. w październiku 1975 tamże) – funkcjonariusz NKWD, jeden ze sprawców zbrodni katyńskiej.
Skończył szkołę podstawową, w 1930 wstąpił do Armii Czerwonej i OGPU. Od października 1939 do sierpnia 1941 starszy w bloku więzienia ogólnego nr 1 Zarządu NKWD obwodu smoleńskiego. Brał udział w mordowaniu polskich oficerów w Katyniu, 26 X 1940 nagrodzony za to przez szefa NKWD Ławrientija Berię. Po wojnie m.in. szef służby nadzorczej oddziału obozowego nr 1 Oddziału Kolonii Pracy Poprawczej Zarządu MWD obwodu smoleńskiego, od 1954 inspektor sekcji specjalnej więzienia nr 1 tego Zarządu w stopniu porucznika. W 1959 zwolniony.

## Odznaczenia
- Order Czerwonej Gwiazdy (1952)
- Medal „Za zasługi bojowe” (1946)